# افق (ذمار)
افق هي إحدى قرى الجمهورية اليمنية. وهي تتبع جغرافيًا لمحافظة ذمار. وإداريًا لمديرية جهران. يبلغ تعداد سكانها 3411 نسمة حسب الإحصاء الذي أجري عام 2004.